# サイイド・アミール・アリ
サイイド・アミール・アリ（Syed Ameer Ali、1849年4月6日 - 1928年）は、イギリス領インド帝国の政治家、歴史家。ムスリムの権利擁護のために活動した。

## 経歴
祖先はシーア派のイマームであったアリー・リダーにさかのぼる家柄である。インドのアワド藩王国ウンナーオ郡（Unnao）に生まれる。母がイギリス人であることからコルカタのイギリス系の教育機関を利用し、1867年にカルカッタ大学を卒業。1867年には歴史学の修士号を授与され、翌年には早くも法学博士となりコルカタで法律の実務を始めた。ロンドンに留学し1873年にインナー・テンプルで弁護士免許をとる。この頃イギリスの自由主義者であるジョン・ブライトやフォーセット夫妻の知己を得ている。1873年にインドに帰国し、コルカタ高等裁判所に勤めると同時にコルカタ大学のフェローに選出され、さらにプレジデンシー・カレッジではイスラーム法の講師を務める。1876年からベンガル州モーシン基金運用委員会議長、1878年からベンガル立法議会議員、1883年からインド帝国立法議会議員などを歴任する。
以上の公職の他に、インドにおけるムスリムの権利を守るために果たした役割が特筆される。1908年に全インド・ムスリム連盟の支部としてロンドン・ムスリム連盟を設立し、翌年にはロンドンでは初めてのモスクを建設している。

## 著作
- A Critical Examination of the Life and Teachings of Mohammed (1873)
- The Personal Law of Muhammedans (1880)
- The Spirit of Islam (1891)
- Ethics of Islam (1893)
- Islam (1906)
- The Legal Position of Women in Islam (1912)
- A Short History of Saracens (1898)